# Koencim
Koencimi so organske ali koordinacijske spojine, ki pomagajo encimu katalizirati reakcijo. Lahko sprejemajo atome, ki jih oddaja substrat ali oddajajo atome, ki jih substrat sprejema. Vloga koencimov je pri kataliziranju encimskih reakcij ključnega pomena, saj pri nekaterih encimih proteinski del ne zadostuje za popolno reaktivnost. Tako encimi potrebujejo pomoč koencimov, da lahko reakcija poteče.
Koencimi so lahko kovalentno ali nekovalentno vezani na encime; izraz prostetična skupina uporabljamo za tiste koencime, ki so kovalentno vezani na specifične encime in so z njimi dolgotrajno povezani, medtem ko so ostali koencimi zaradi nekovalentnih interakcij le začasno povezani z encimi. 
Koencime uvrščamo med kofaktorje – gre za širšo skupino molekul, ki poleg koencimov vključujejo še kovinske ione, kot so Zn2+, Mg2+ in Cu2+ , ki pomagajo katalizirati reakcijo tako, da ustvarijo most med encimom in substratom. 
Največkrat so koencimi pridobljeni iz vitaminov. Takšna sta tudi dva od najpomembnejših koencimov v celičnem metabolizmu, NAD+ (nikotinamid adenin dinukleotid) in NADP+ (nikotinamid adenin dinukleotid fosfat); oba vsebujeta vitamin B, natančneje nikotinsko kislino, ki deluje kot nosilec elektronov.

## Zgodovina
- 1850 – Louis Pasteur je sklenil, da vrenje sladkorja (ogljikovih hidratov)  v alkohol, ki ga povzročijo kvasovke, katalizirajo specifične molekule, ki jih proizvajajo kvasovke.  Domneval je tudi, da so te molekule neločljive od strukture živih celic kvasovk.
- 1897 – Eduard Buchner je odkril, da tudi po odstranitvi živih celic kvasovk, te molekule še naprej spodbujajo fermentacijo. Frederick W. Kühne je te molekule poimenoval encimi in jih opredelil kot ključno komponento pri alkoholni fermentaciji.
- 1906 - Arthur Harden in William Youndin  sta odkrila prvi organski kofaktor  NAD+. Opazila sta, da dodajanje prekuhanega in filtriranega ekstrakta kvasa pospeši alkoholno vrenje v neprekuhanem izvlečku kvasu. Faktor, odgovoren za ta efekt, sta poimenovala koencim, oziroma v nemškem izvirniku koferment.
- 1926 – James Sumner je izvedel izolacijo in kristalizacijo ureaze in sklepal, da so vsi encimi iz beljakovin, saj je tudi kristal ureaze sestavljen v celoti iz beljakovin
- 1929 – Karl Lohmann je izoliral molekulo ATP
- 1930 – J.B.S. Haldane je napisal razpravo z naslovom Encimi. Kljub temu, da v njej ni opisal molekularne narave encimov pa je pojasnil šibke interakcije med encimom in njegovim substratom in sklepal, da so te interakcije odgovorne za kataliziranje reakcij.
- 1936 – Otto Heinrich Warburg natančneje pojasni vlogo NAD+
- 1940 – Herman Kalckar vzpostavi povezavo med oksidacijo ogljikovih hidratov  in molekulo ATP, kar je potrdilo osrednjo vlogo ATP-ja pri energijskih procesih
- 1945 – Fritz Albert Lipmann odkrije koencim A in potrdi študijo Hermana Kalckarja
- 1949 – Morris Friedkin in Albert L. Lehninger sta dokazala, da je NAD+ molekula, ki združuje presnovne poti, saj povezuje cikel citronske kisline in sintezo ATP.
- 1951 – izolacija lipojske kisline, pri kateri so potrebovali 10 ton jeter, da so dobili 30 mg očiščene lipojske kisline.

## Primeri koencimov
- NAD+ , NADP+, FAD in FADH2 so pomembni pri reakciji oksidoredukcije
- Tiamin pirofosfat (TPP) je pomemben pri dekarboksilaciji
- Koencim A je pomemben pri aktivaciji in prenosu acilnih skupin
- Biotinilirani koencimi so pomembni pri aktivaciji in prenosu ogljikovega dioksida
- Piridoksal fosfat je pomemben pri prenosu amino skupin
- Tetrahidrofolat je pomemben pri prenosu skupin z enim C-atomom
- 5 – deoksiadenosilkobalamin je pomemben pri prenosu metilnih skupin
- α-lipojska kislina je pomembna pri hidroksilaciji

## Zgradba, funkcija in mehanizem koencimov
Že pred mnogimi leti so ob raziskavah koencimov ugotovili, da so po strukturi sorodni vitaminom. Koencime višji organizmi lahko sintetizirajo le, če dobijo vitamine s hrano, saj nekateri deli koencimov lahko nastanejo samo iz njih. Tako je na primer vitamin niacin pomemben gradnik koencima NAD+. Pomanjkanje nekega vitamina v prehrani navadno povzroči točno določeno bolezen, vendar povezavo med kliničnimi znaki bolezni in premajhno količino sintetiziranega koencima še slabo poznamo.
Biološke funkcije koencimov, ki nastanejo iz vodotopnih vitaminov, so dobro raziskane, medtem ko je delovanje nepolarnih vitaminov na molekulski ravni slabše preučeno. Ni še povsem pojasnjeno, ali so tudi ti vitamini izhodne snovi za koencime. Nekateri od nepolarnih vitaminov se v celici pretvorijo v t. i. aktivno obliko. Tako se vitamin A, ki je alkohol retinol, pretvori v aldehid retinal, ki v proteinih vidnega cikla deluje kot kromoforni koencim in absorbira svetlobo. 
Zbranih je nekaj klasičnih primerov reakcij, pri katerih koencimi pomagajo encimom vršiti njihovo funkcijo:

### Aerobna pot

#### Reakcija oksidoredukcije z dekarboksilacijo
pri tej reakciji glikolize iz molekule glukoze kot produkti nastanejo:
- dve molekuli piruvata
- dve molekuli ATP
- dve molekuli NADH

Metabolna pot, ki omogoča oksidacijo piruvata do CO2, se začne z encimskim kompleksom piruvat – dehidrogenaza, ki katalizira oksidacijo piruvata do acetil-CoA. 
a) KOMPLEKS PIRUVAT-DEHIDROGENAZA (NAD+ , FAD+ , koencim A)
- Piruvat
- Kompleks piruvat-dehidrogenaza

V cikel tvorbe kompleksa vstopajo piruvat, NAD+ in koencim A (CoA-SH), izstopajo pa acetil – CoA, NADH, H+ in  CO2 . Pri tem se piruvat pretvori v acetil – CoA,  ki vstopi v citratni
cikel (Krebsov cikel). Za pretvorbo piruvata so potrebni trije encimi in pet koencimov. 
V tabeli so zbrani encimi in koencimi kompleksa piruvat - dehidrogenaza. Pet reakcij koordinirano katalizira multiencimski kompleks, pri čem reakcijski intermediati prehajajo od enega aktivnega mesta na encimu do drugega.
| encim                          | skrajšano | koencim                                                              |
| ------------------------------ | --------- | -------------------------------------------------------------------- |
| piruvat-dehidrogenaza          | E1        | tiaminpirofosfat (TPP)                                               |
| dihidrolipoil - transacetilaza | E2        | lipoamid, koencim A (CoA-SH)                                         |
| Dihidrolipoil - dehidrogenaza  | E3        | flavinadenindinukleotid (FAD) in nikotinamidadenindinukleotid (NAD+) |

Prvo stopnjo, dekarboksilacijo, katalizira encim piruvat – dehidrogenaza (E1) na katerega je vezan TPP. Vitamin tiamin je izhodna spojina za sintezo TPP in če v prehrani ljudi primanjkuje tiamina, se pojavi bolezen beriberi. To pomanjkanje prizadene živčevje in srce. Produkt, ki pri tem nastane, se oksidira in se prenese kot acetilna skupina na lipoamid – prostetično skupino, ki je vezana na E2. V tretji reakciji nastane končni produkt, acetil Co-A, ki nastane zaradi vezave acetilne skupine lipoamida na tiolno skupino koencima A. S tem je zaključena pretvorba piruvata v acetil Co-A, ki sedaj lahko vstopi v citratni cikel. 
Vse reakcije, ki jih katalizira kompleks piruvat-dehidrogenaza, pri tem še niso zaključene, saj se mora multiencimski kompleks vrniti v prvotno obliko, da lahko katalizira oksidacijo nove molekule piruvata. Pri tem FAD  Arhivirano 2010-07-03 na Wayback Machine.omogoči prenos elektronov od lipoamida do NAD+. 
- FAD in NAD+ sta koencima encimov, ki katalizirajo oksidoredukcijske reakcije in se nahajata v reducirani in oksidirani obliki. Njuna biokemijska vloga je torej podobna, a se njuno delovanje nekoliko razlikuje: NAD+ sprejme dva elektrona in en proton,  FAD pa dva protona in dva elektrona, NAD+ obstaja v dveh oblikah – oksidirani NAD+  in reducirani NADH, FAD pa v reducirajoči FADH2 in oksidirajoči FAD obliki.

- Koencim A (s kratico CoA-SH,) je kompleksna molekula, ki igra pomembno vlogo pri prenosu acetilne ali drugih acilnih skupin. Ob vezavi le-teh na tiolno skupino koencima A, nastane tioestrska vez. Nastali tioester je energijsko bogata molekula, v kateri je shranjena energija, ki se je sprostila pri oksidaciji piruvata. S koencimom A se srečamo tudi pri oksidaciji maščobnih kislin in aminokislin ter sintezi holesterola.

b) KREBSOV CIKEL (NADH, FADH2, ATP)
Acetil-CoA vstopa v citratni cikel, pri katerem izstopajo NADH + H+, FADH2, ATP (GTP) in 2CO2. Pri tem sodelujejo različni encimi in njihovi specifični koencimi:
- I.	Kondenzacija:  (encim citrat-sintaza)

```
 oksaloacetat + acetil-CoA --> CoA-SH 
```

- II.	Eliminacija vode in nastanek dvojne vezi in adicija vode na dvojno vez
- III.	Oksidacija: (encim izocitrat – dehidrogenaza)

```
izocitrat +  NAD+ --> NADH + H+  
```

- IV.	Dekarboksilacija: (encim izocitrat – dehidrogenaza)

```
oksalosukcinat + H+ --> CO2 
```

- V.	Oksidativna dekarboksilacija: (encim α-ketoglutarat dehidrogenaza)

```
α-ketoglutarat + NAD+ + CoA-SH --> NADH + H+  + CO2
```

- VI.	Hidroliza: (encim sukcinil – CoA-sintetaza)

```
sukcinil-CoA + ADP + Pi --> ATP + CoA-SH
```

- VII.	Oksidacija: (encim sukcinat – dehidrogenaza)

```
sukcinat + FAD --> FADH2
```

- VIII.	Adicija vode: (encim fumaraza)

```
fumarat + voda --> L- malat
```

- IX.	Oksidacija: (encim malat – dehidrogenaza)

```
L-malat + NAD+ --> NADH + H+  
```

Z naslednjo enačbo lahko povzamemo reakcije, ki potečejo ob pomoči koencimov pri citratnem ciklu: 
Acetil-CoA + 3 NAD+ + FAD + ADP + Pi + 2 H2O + 1 CoA-SH → 2 CoA-SH + 3 NADH + 3 H+ + FADH2 + ATP + 2 CO2 + 1 H2O

#### Prenos acilne skupine v lipojski kislini (lipoamid)
Koencim α-lipojska kislina  Arhivirano 2011-08-11 na Wayback Machine. je prostetična skupina, ki vezana na encim tvori lipoamid. Vključena je v reakcije prenosa acilnih skupin, povezanih z oksidoredukcijskimi reakcijami (npr. kompleks piruvat-dehidrogenaza). Človeške celice jo sicer sintetizirajo, vendar v zelo majhnih količinah. Poznamo še dve dodatni biokemijski vlogi spojine: 
- antioksidativno delovanje
- vezava kovinskih ionov

Lipojsko kislino so včasih imenovali »univerzalni antioksidant«, saj bolje zavira oksidacijske procese, ki so za celico škodljivi, kot vitamin C. 
V današnjem času se ukvarjajo s preučevanjem učinkov lipojske kisline pri zdravljenju sladkorne bolezni, glavkoma in zastrupitve s težkimi kovinami. Rezultati nekaterih študij celo kažejo, da lipojska kislina inhibira reverzno transktiptazo HIV. Lipojsko kislino najdemo v špinači, jetrih in pivskemu kvasu.

#### Prenos aminoskupine (PLP in PMP)
Prenos aminoskupine ali transaminacija je proces, kjer se α-amino skupina odstrani iz aminokisline. Pomembna je pri katabolizmu večine L-aminokislin.  Pri reakcijah transaminacije sodelujejo encimi, imenovani aminotransferaze – te pa imajo koencim piridoksal fosfat, ki se nahaja v dveh oblikah: v obliki z aldehidno skupino kot piridoksalfosfat (PLP) in v obliki z aminsko skupino kot pirisoksaminfosfat (PMP).

#### Prenos metilnih skupin (koencim B12)
Prenos metilnih skupin poteka s pomočjo koencima B12 oz. deoksiadenozilkobalamina. Ta koencim nastane iz vitamina B12 in ga potrebujejo vsi encimi, ki katalizirajo preureditev ogljikovega ogrodja, in encimi, vključeni v sintezo purinov in timidina. Encim ribonukleotid reduktaza, ki so ga našli v številnih prokariontih, potrebuje B12 kot koencim. Rastline in živali niso sposobne sintetizirati vitamina B12 , sintetizirajo ga le nekatere vrste bakterij. 

#### Prenos skupin z enim C-atomom (tetrahidofolat)
Prenos skupin z enim C-atomom poteka s pomočjo tetrahidrofolata ), ki je esencialen koencim pri biosintezi glicina. Ta koencim prenaša metilno, metilensko in formilno skupino. Človeško telo ga ni sposobno sintetizirati, zato ga mora zaužiti s hrano, dobi pa ga tudi od črevesnih mikroorganizmov. 

### Anaerobna pot(mlečnokislinska in alkoholna fermentacija)
Najodločilnejši dejavnik glede usode piruvata je dostopnost kisika. V zgornjih primerih smo opisovali mehanizem reakcij, ki poteka v aerorobnih celicah, medtem ko se pri ANAEROBNIH pogojih ta mehanizem močno razlikuje. Če kisik ni na voljo, morajo kot akceptorji sodelovati druge molekule, da se NADH reoksidira v NAD+ in se metabolizem lahko nadaljuje. Pridobivanje energije iz ogljikovih hidratov in drugih organskih substratov brez uporabe kisika kot akceptorja elektronov, imenujemo fermentacija. Poznamo:
- mlečnokislinsko fermentacijo
- alkoholno fermentacijo

MLEČNOKISLINSKA FERMENTACIJA: tu je za pretvorbo piruvata v laktat potrebna samo ena reakcija: 
```
piruvat + NADH + H+  --> laktat + NAD+
```

A v celotni (neto) reakciji NADH in NAD+ ne nastopata, saj se obe molekuli NADH, ki nastaneta pri glikolizi, porabita za redukcijo dveh molekul piruvata pri nastanku mlečne kisline. NADH se oksidira v NAD+ in oba se izničita v izračunu neto reakcije fermentacije:
```
glukoza + 2ADP +2Pi --> 2 laktat + 2ATP +2H2O
```

ALKOHOLNA FERMENTACIJA: gre za pridobivanje alkohola s kvasovkami in drugimi mikroorganizmi. Običajni glikolizi sledita pri alkoholni fermentaciji dve dodatni reakciji  Arhivirano 2007-02-22 na Wayback Machine.:
Prvo reakcijo, kjer gre za nehidrolitično cepitev, katalizira piruvat dekarboksilaza, ki potrebuje koencim tiaminpirofosfat (vitamin B1). 
Druga reakcija, redukcija karbonilne skupine v acetaldehidu, ki poteka s pomočjo alkohol dehidrogenaze , vodi do nastanka etanola.
Najpomembnejša presnovna sprememba, ki jo izzove metabolizem etanola, je nastanek prekomernih količin reduciranega koencima NADH, ki ovira normalno delovanje metaboličnih poti (npr. citratnega cikla, ki je odvisen od dostopnosti NAD+ ). 